# 快播涉黄案
快播涉黄案，司法称深圳市快播科技有限公司傳播淫穢物品牟利案，是指2013年年底，北京市公安和版权部门查处快播公司深圳总部，并于2014年9月，将快播公司5名高管移送北京市人民检察院以传播淫秽物品牟利罪起诉的案件事件。2014年9月，快播公司5名高管被移送北京市人民检察院起诉，2016年1月7日案件开审，罪名是传播淫秽物品牟利罪。王欣认为，快播只提供技术不提供内容，不构成犯罪。
2016年9月13日，北京市海淀区人民法院一审宣判，快播公司犯传播淫秽物品牟利罪，判处罚金人民币1000万元；而4名被告人则获3年至3年6个月不等的有期徒刑。被告人吴铭对判决不服，随后提起上诉。2016年12月16日，北京市第一中级人民法院二审宣判，维持原判。

## 案件缘由
快播是一款视频播放器，拥有视频点播、BT种子文件边播边放以及P2P视频分享功能，使用人数最高曾达到4亿人，因色情内容泛滥，被网友戏称为“宅男必备”，快播在“小二广场”网站上储存了300部淫秽视频，可通过会员通道观看。2013年底，北京市公安和版权部门在执法检查中查扣了快播公司4台服务器，仅在1部服务器上就发现了淫秽色情视频达3000多部，北京市公安局在四台服务器中提取了25175个视频文件进行鉴定，最终认定其中属于淫秽视频的文件为21251个。2014年1月起，快播将视频储存方式改为碎片阵列式，通过这种方式逃避监管。
2013年11月，中国国内数十家正版视频网站和版权方发起“中国网络视频反盗版联合行动”，对百度影音及快播的盗版采取了技术反制及法律诉讼。2013年12月27日，国家版权局认定，百度和快播公司构成盗版事实，分别对二者处以25万元人民币的罚款，并责令其停止侵权行为。
2014年4月16日，受中国净网行动行动影响，快播科技发布公告称，快播将关闭qvod服务器，停止基于快播技术的视频点播和下载，并表示要清理低俗内容及涉盗版内容；同时启动商业模式转型，转型原创内容，重视版权内容及微电影发展。4月22日，因接到群众举报，警方进入深圳市南山高新园的快播科技有限公司调查。5月15日，公安部门立案侦查，刑拘多人。同日，全国“扫黄打非”工作小组办公室通报称，经调查证实快播公司在提供互联网信息服务中存在传播淫秽色情内容信息行为，且情节严重。5月17日快播发表致歉声明。5月20日，深圳市市场监督管理局（知识产权局）到深圳市快播科技有限公司送达了拟行政处罚听证通知书，拟对该公司处以2.6亿元罚款，通知书留置送达。5月21日，快播仅因侵犯版权被罚款2.6亿元。6月26日，广东省通信管理局吊销该公司的增值电信业务经营许可证。

## 开庭
2014年8月8日，逃往境外110天的快播公司法定代表人兼总经理王欣在韩国被抓捕归案。后经国际司法合作渠道移交中国警方。王欣称自己心存侥幸心理、快播可能影响一代人。2014年9月，案件被北京市公安局海淀分局移送到北京市海淀区人民检察院审查起诉，2015年2月6日，北京市海淀区人民检察院对深圳快播科技有限公司王欣、吴铭等人涉嫌传播淫秽物品牟利罪一案向北京市海淀区人民法院提起公诉。2016年1月7日，案件在北京市海淀区人民法院开庭，王欣和其他三名高管否认指控。

### 辩论
王欣认为公司和个人不构成犯罪：快播只做技术，不提供视频，也不具备搜索功能，被查服务器是缓存服务器，缓存视频是行业的普遍做法，快播无法分辨视频是淫秽视频还是普通视频，快播还成立了“110”系统，用关键词禁止淫秽视频播放，并接受举报屏蔽四千多个色情网站。
控方认为快播公司及王欣是色情内容的受益者，“情节特别严重”，应判王欣十年以上，而王欣认为快播反而是色情内容的受害者，辩护人认为如果判只提供技术的快播有罪，那么将产生寒蝉效应使互联网公司将人人自危。对应快播监管不利的指责，辩护人回应称其屏蔽了四千多个黄色网站，而2014年全国扫黄打非8个月才查处了422家。面对转型问题，快播用中国移动有诈骗短信的问题回应，称自己不做技术也会有其他公司做，并列举了淘宝网、腾讯的QQ和微信、百度存在的问题。公诉人指出以AV女优为关键字，“快播+关键字”得到的搜索结果远超过与“暴风影音”、“迅雷看看”等一起搜索时的结果，但王欣表示这毫无意义，并暗示用“QQ+关键字”会有更多条搜索结果。

### 一审判决
2016年1月8日，法官宣布休庭择日宣判。2015年11月1日正式施行的《刑法修正案（九）》明确了网络服务提供者的义务，并设置了相应处罚。
2016年9月9日，快播传播淫秽物品牟利案在北京市海淀区人民法院再次开庭，快播公司、王欣、张克东、牛文举均承认有罪。2016年9月13日，北京市海淀区人民法院一审宣判：快播公司犯传播淫秽物品牟利罪，判处罚金人民币1000万元；4名被告人分别被判处3年至3年6个月不等的有期徒刑。具体判刑情况如下：
| 被告人姓名 | 判刑情况                          |
| ---------- | --------------------------------- |
| 王欣       | 有期徒刑3年6个月，并处罚金100万元 |
| 张克东     | 有期徒刑3年3个月，并处罚金50万元  |
| 吴铭       | 有期徒刑3年3个月，并处罚金30万元  |
| 牛文举     | 有期徒刑3年，并处罚金20万元       |

被告人吴铭对判决结果不服，随后提出上诉。

### 二审判决
2016年12月16日，北京市第一中级人民法院二审公开宣判。法院裁定驳回吴铭的上诉，维持一审判决。

## 评论和影响
公安部治安管理局局长刘绍武表示，“无论采取什么新技术，采取什么隐蔽措施，我们都会及时破解。”2016年1月10日，中国国家互联网信息办公室发言人姜军称：“所有利用网络技术开展服务的网站，都应对其传播的内容承担法律责任。”这次庭审暴露出部分法律人员网络知识不足，以及网络法律不完善。同时，因为鉴黄人员的不规范操作使得作为证据的硬盘存在篡改的可能。这起案件将推动中国网络法律的完善。
这起案件引起社会广泛关注，也有娱乐性，有超过100万人在同时观看这次庭审的直播。快播方精彩的辩论在网络上赢得了大量的支持，人民日报称“快播的辩词再精彩也不配赢得掌声”。庭审上爆出举报快播的是乐视后，快播粉丝炮轰乐视，乐事薯片也因与“乐视”同音而被网友调侃：“你居然是这种薯片”、“居然还有黄瓜味的，一看就不是什么正经薯片”，有关贴吧在网民针对乐视的爆吧行动中也受波及。